# Марк Елері
Марк Стівен Елері (англ. Mark Steven Alarie, нар. 11 грудня 1963, Фінікс, Аризона, США) — американський професіональний баскетболіст, що грав на позиції важкого форварда за декілька команд НБА.

## Ігрова кар'єра
На університетському рівні грав за команду Дюк (1982–1986). На четвертому курсі допоміг команді дійти до фіналу турніру NCAA, де Дюк поступився Канзасу.
1986 року був обраний у першому раунді драфту НБА під загальним 18-м номером командою «Денвер Наггетс». Професійну кар'єру розпочав 1986 року виступами за тих же «Денвер Наггетс», захищав кольори команди з Денвера протягом одного сезону.
Другою і останньою ж командою в кар'єрі гравця стала «Вашингтон Буллетс», до складу якої він приєднався 1987 року і за яку відіграв 4 сезони. 
Через постійні травми коліна був змушений достроково завершити спортивну кар'єру.